# Alarmona
Una alarmona es una molécula de señalización intracelular en algunas bacterias y plantas. Se producen debido a factores ambientales ásperos y regulan la expresión génica a nivel de transcripción. Entre las causas de la producción de estas moléculas se encuentra la falta de metabolitos como glucosa, la falta de aminoácidos y la presencia de productos metabólicos tóxicos (alcohol, por ejemplo). Algunos factores estrictos toman ARNt no cargado y lo convierten en una alarmona. La alarmona arquetípica es ppGpp (3'-difosfato,5'-difosfato Guanosina), ppGpp se une a las subunidaddes β y β' de la ARN polimerasa, modificando la afinidad por promotores. La transcripción de ARNm se modifica y aumenta la transcripción de genes implicados en la síntesis de aminoácidos. En algunas especies puede producirse esporulación.